# Кацрин
Кацрин (ивр. קצרין‎) — населённый пункт на Голанских высотах, на оккупированных Израилем территориях Сирии. С точки зрения административно-территориального деления Израиля, входит в состав Северного округа и является административным центром израильского регионального совета Голан.
Второй крупнейший населённый пункт Голанских высот после Мадждаль-Шамса. Находится в 13 км от места впадения реки Иордан в Тивериадское озеро (озеро Кинерет). Из города открывается вид с юга — на Тивериадское озеро, с севера — на гору Хермон, с запада — на холмы Галилеи.

## Международный статус
Кацрин был основан Израилем на территории части Голанских высот, которая с 1967 года находится под контролем Израиля и в 1981 году де-факто им аннексирована. Международное сообщество рассматривает контроль Израиля как оккупацию (резолюцией № 497 Совета Безопасности ООН от 17 декабря 1981 года; в официальных документах ООН, территория Голан под контролем Израиля именуется как «оккупированные сирийские Голаны»), а создаваемые поселения как незаконные.

## История

### Античное время
Останки древнего поселения Кацрин или Кисрин находятся в полукилометре на юго-восток от окраины жилого массива современного города Кацрин. Древний Кацрин, на месте которого открыт археологический парк, был обнаружен израильскими археологами вскоре после Шестидневной войны. Установлено, что поселение существовало почти 400 лет, начиная с талмудического периода в IV веке, до раннего исламского периода — в VIII веке. Это поселение было одним из 27 еврейских поселений, найденных на Голанских высотах и относящихся к талмудическому периоду. В 746 году Кацрин был разрушен в результате сильного землетрясения и с тех пор не заселялся в течение 500 лет. Известно, что ряд еврейских поселений не принимали активного участия в антиримском восстании и потому не были разрушены войсками Веспасиана и Тита, но был ли среди них Кацрин, неизвестно. По археологическим находкам можно лишь предположить, что основным занятием жителей древнего поселка было производство оливкового масла, так как было обнаружено большое количество маслодавильных прессов и другого соответствующего оборудования. В результате раскопок найдены жилые и производственные помещения, синагога.

### Арабский и мамлюкский периоды
Лишь в мамлюкский период в XIII—XIV вв. н. э. здесь появляется новое человеческое поселение. На руинах синагоги тюрки-мамлюки построили мечеть, которая просуществовала до падения мамлюков под ударами Турецкой империи. Значительно позже заброшенный Кацрин был заселён бедуинами.

### Новейшая история
Территория, на которой ныне расположен город, находилась под французским мандатом до 1943 года по решению, принятому на Конференции в Сан-Ремо в 1920 году. Она оставалась под фактическим контролем Франции до 1946 года, после чего перешла под контроль Сирии. В 1967 году она оказалась под контролем Израиля в результате Шестидневной войны и была впоследствии аннексирована Израилем вместе с западной частью Голанских высот.
Строительство Кацрина началось в 1974 году, сразу же после Войны Судного дня, как часть государственной программы по заселению израильской части Голанских высот в ответ на сирийские территориальные притязания. Первые жители появились в 1977 году. Основные события: 1973 год — решение правительства Израиля о строительстве города на Голанских высотах. Июль 1977 года — закладка первого камня. 1980 год — создание местного совета.

## Современность
Первоначальная государственная застройка состоит из трёх-четырёхэтажных жилых домов. Новейшая застройка состоит главным образом из небольших коттеджей и одно-двухэтажных вилл. В Кацрине шесть жилых районов: Гамла, Навэ, Кедма, Афек, Батра и Хен, названных по именам городов, существовавших в древности на Голанских высотах. Ведётся строительство нового микрорайона «10».

## Население
По данным Центрального статистического бюро Израиля, население на начало 2020 года составляло 7 297 человек.
В Кацрине проживает около 2000 семей. Большую часть населения составляет светская молодёжь, 30 % жителей города — новые репатрианты из бывшего Советского Союза. Планируется увеличить население Кацрина до 20 тыс. чел.

## Общественные учреждения
В городе работают различные общественные учреждения: Дом культуры («матнас»), городская библиотека, Институт исследований Голан, спортивно-оздоровительный центр «Кантри-клаб», крытый и открытый бассейны, клуб для пожилых людей, молодёжный клуб, молодёжный спортивный клуб, спортзалы, 6 синагог, теннисные корты, футбольное поле, легкоатлетический стадион, полицейский участок и мировой суд. Кроме того, в Кацрине находятся поликлиники почти всех больничных касс, отделение банка «Леуми», представительства Института национального страхования, Службы по трудоустройству, Министерства внутренних дел, Министерства абсорбции и Министерства строительства, профсоюзов.

## Экономика

### Туризм

Древняя синагога в археологическом парке Кацрина

В Парке древнего Кацрина можно увидеть восстановленные здания и синагогу эпохи Талмуда. На территории парка есть музей скульптуры. В год парк принимает до 120 тысяч посетителей.
Археологический музей Голан в Кацрине является продолжением экспозиции древностей и находится в центре города.
Панорама «Кесем а-Голан» находится на территории торгово-туристического комплекса «Хуцот а-Голан». При помощи экранов имитируется обзор Голан с высоты птичьего полёта.

### Промышленная зона
Промышленная зона вынесена за пределы городской черты на два километра к северо-востоку. Некоторые из находящихся там предприятий:

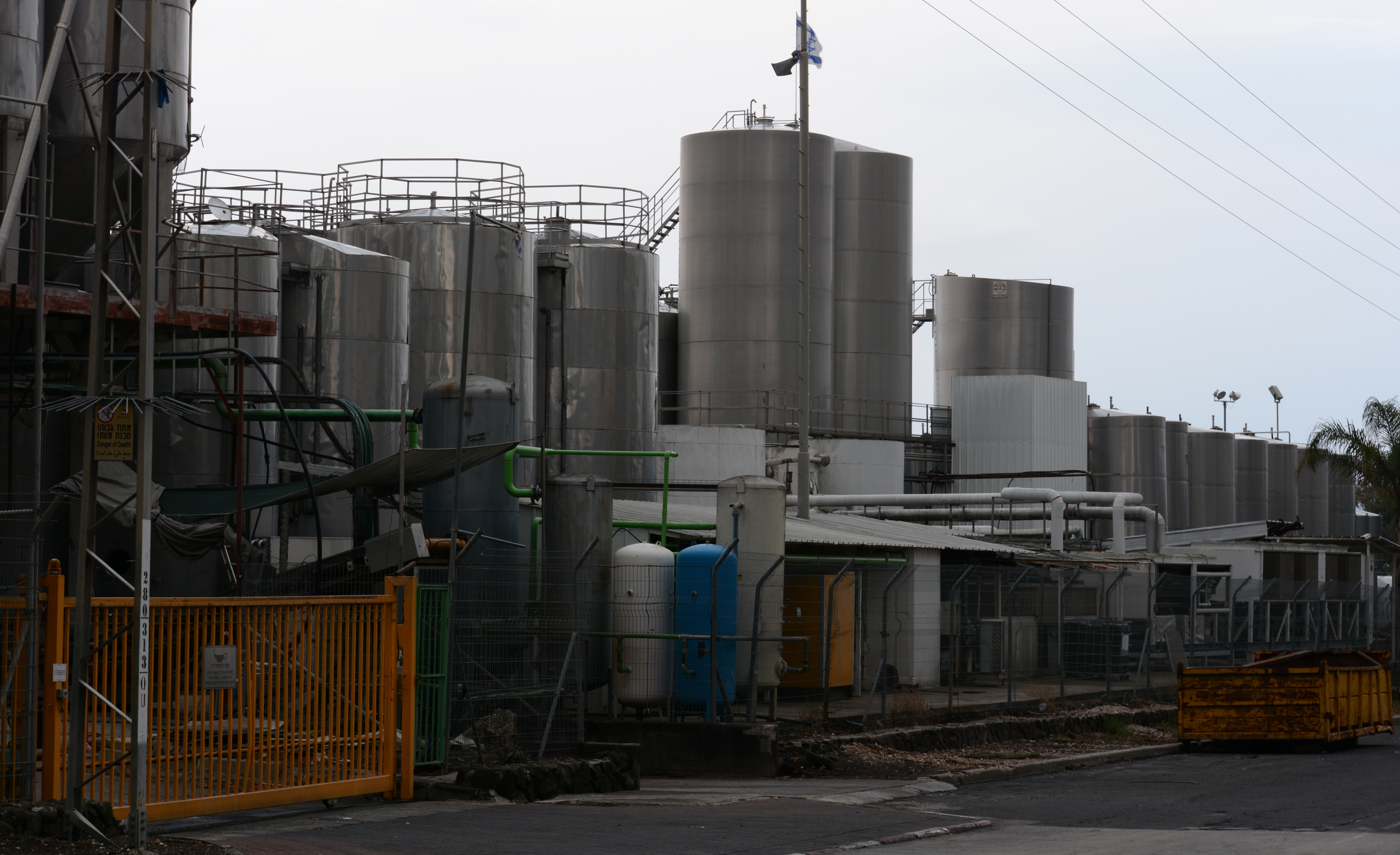
Производственные мощности винодельческого завода Рамат а-Голан

- винодельческий завод Рамат а-Голан[ивр.]
- завод по производству оливкового масла[8]
- завод по выпуску минеральной воды[9]
- молокозавод мощностью 6 тысяч литров молока в день
- центр технологических инициатив (так называемая «хамама́», то есть поддержка инновационных стартапов)
- завод по производству изделий из пластика[10]
- завод производству упаковок из пластика[11]
- металлообрабатывающий завод[12]
- мастерская по изготовлению лёгких строений[13]
- мастерская по изготовлению керамики[14]
- завод по производству сдвижных ворот и дверей[15]
- мастерская по изготовлению декоративных изделий[16]
- прочие малые частные предприятия: авторемонтная мастерская, прокат автомобилей, мастерская по ремонту электрооборудования, обивочная мастерская, прачечная, стекольная мастерская, мастерская по производству изделий из дерева и другие.

### Торговля
Работают предприятия торговли: торговый центр «Хоцот-а-Голан» (включая рестораны, кафе, офисы, торговые и туристические учреждения), торговый центр «Лев Кацрин», старый торговый центр «Эйтан».

## Образование
Существуют детские дошкольные, образовательные и спортивные учреждения:
- 4 яслей
- 12 детских садов
- 2 начальные школы (включая одну религиозную)
- средняя школа "Нофей Голан"[ивр.],
- колледж "Оало"[ивр.] по подготовке спортивных тренеров, учителей физкультуры, воспитателей детских садов и учителей начальных классов
- академический центр
- балетная студия при Доме культуры
- музыкальная школа
- спортивная школа по футболу и баскетболу

## Климат
| Показатель                    | Янв. | Фев. | Март | Апр. | Май | Июнь | Июль | Авг. | Сен. | Окт. | Нояб. | Дек. | Год |
| ----------------------------- | ---- | ---- | ---- | ---- | --- | ---- | ---- | ---- | ---- | ---- | ----- | ---- | --- |
| Средний суточный максимум, °C | 11   | 14   | 19   | 26   | 31  | 38   | 42   | 49   | 40   | 32   | 25    | 15   | 17  |
| Средняя температура, °C       | 6    | 11   | 12   | 18   | 20  | 24   | 26   | 30   | 29   | 22   | 20    | 18   | 18  |
| Средний суточный минимум, °C  | −2   | 3    | 9    | 15   | 16  | 19   | 20   | 22   | 18   | 15   | 14    | 3    | 14  |
| Источник: MSN Weather.        |      |      |      |      |     |      |      |      |      |      |       |      |     |

## Города-побратимы

Микулов парк

- Микулов, Чехия (с 2008 года). Кацрин имеет соглашение о дружбе с городом Микулов, Чехия. В 2012 году чешская делегация с визитом в Израиле приняла участие в церемонии закладки камня для парка Микулов в Кацрине. 24 июня 2013 года прошла церемония открытия первой фазы парка. На торжестве открытия присутствовал посол Чехии в Израиле. В частности, в парке была возведена уменьшенная копия часовой башни города Микулов и информационная аудиосистема, с помощью которой посетители могут узнать об истории Микулова.[17]

## Расстояния до других городов
На автотранспорте добраться от Кацрина до других городов можно за следующее время:
- Иерусалим — 2,5 часа,
- Тверия — 40 мин,
- Цфат — 35 мин,
- Кирьят-Шмона — 35 мин,
- Нацерет — 1 час,
- Хайфа — 1,5 часа,
- Тель-Авив — 2,5 часа.

## Галерея

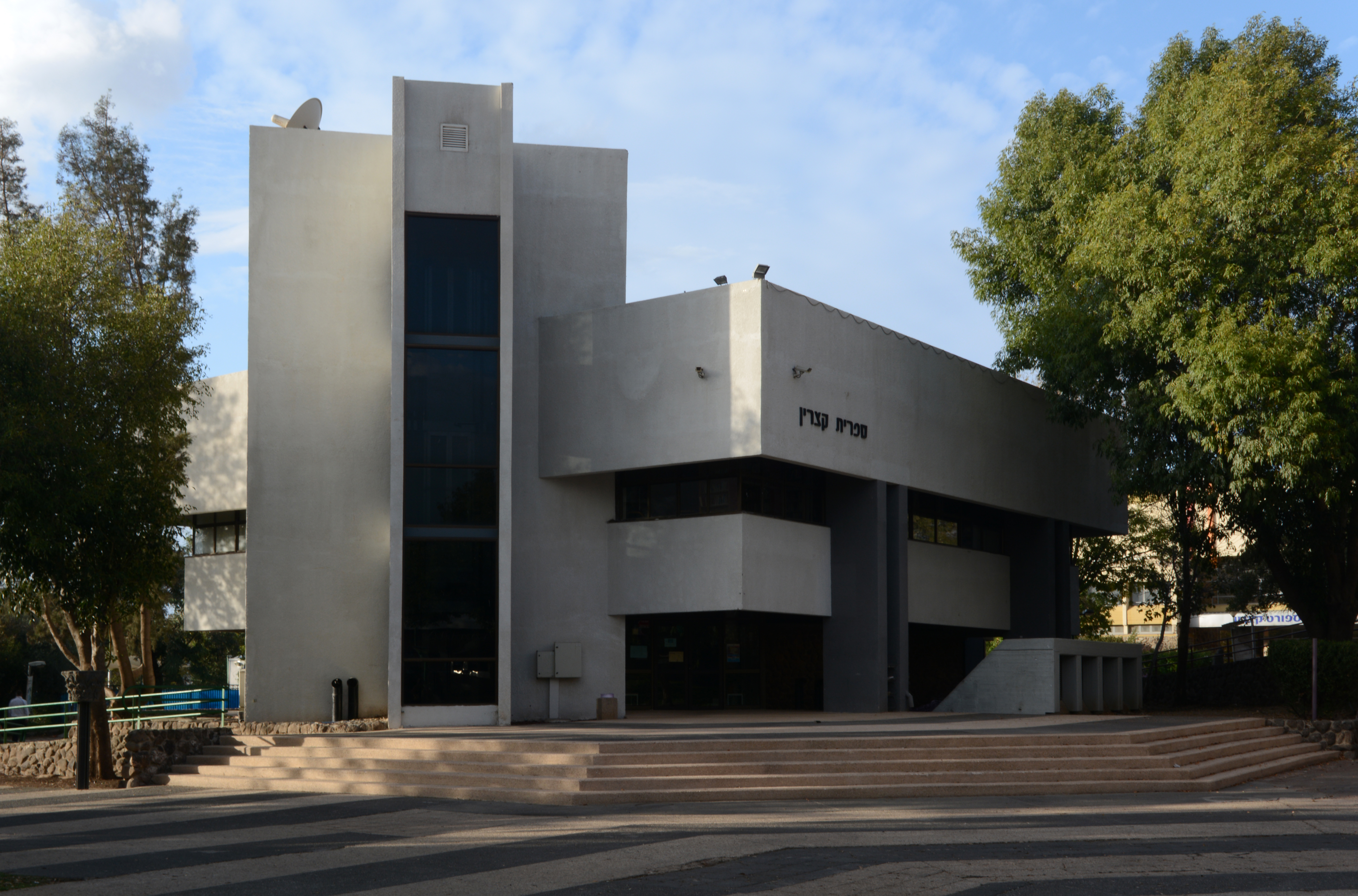
Городская библиотека
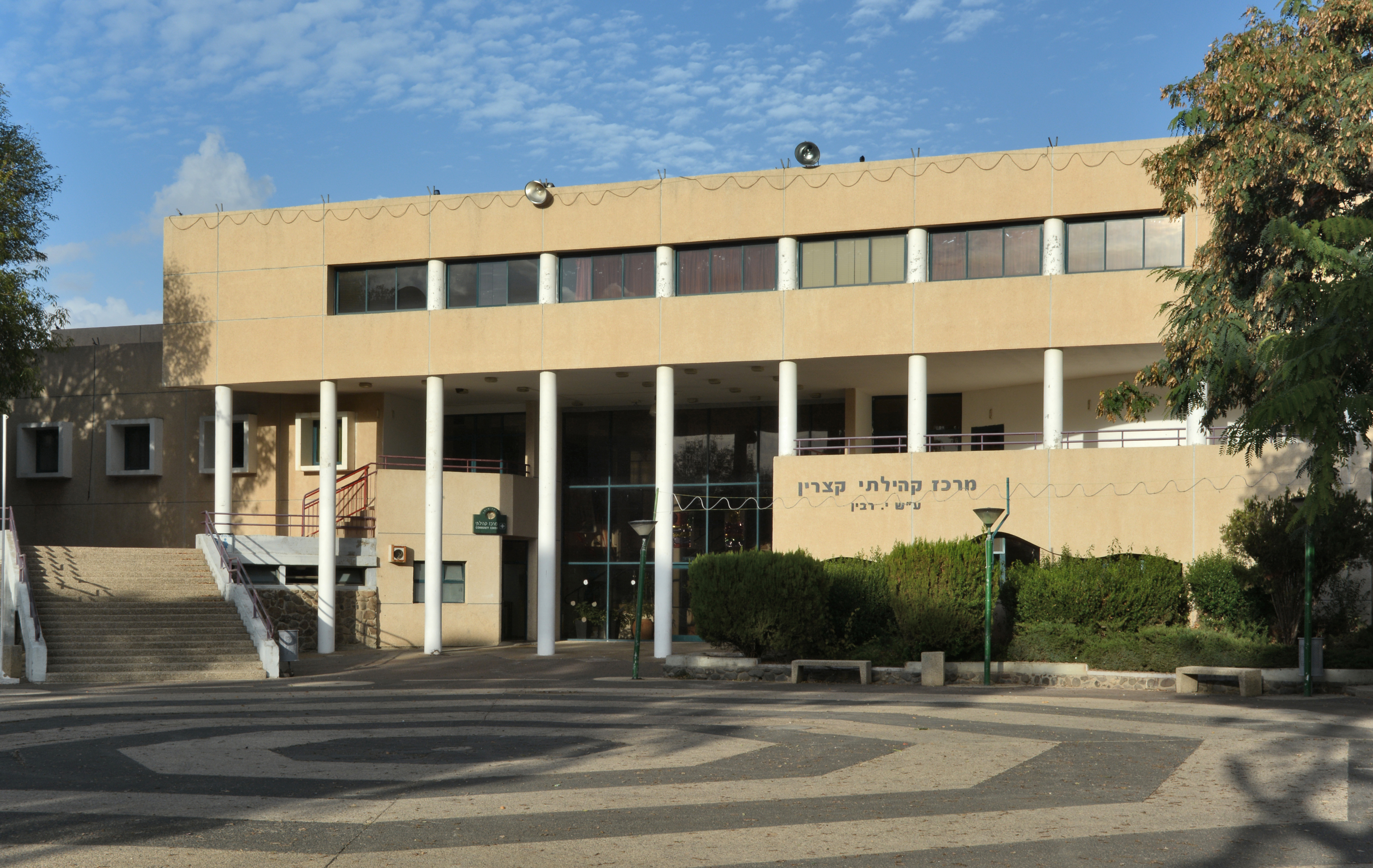
Дом культуры
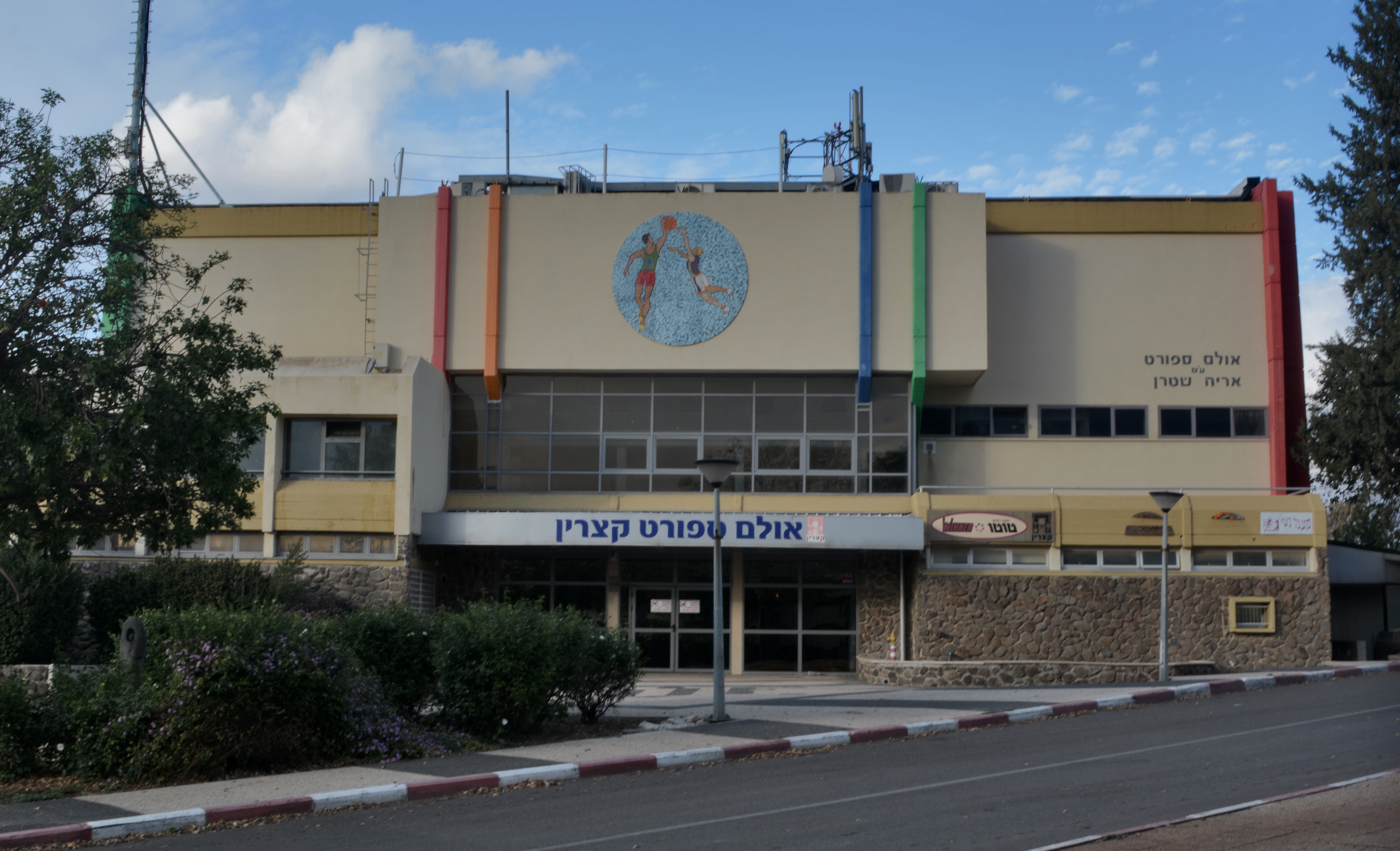
Спортивный комплекс
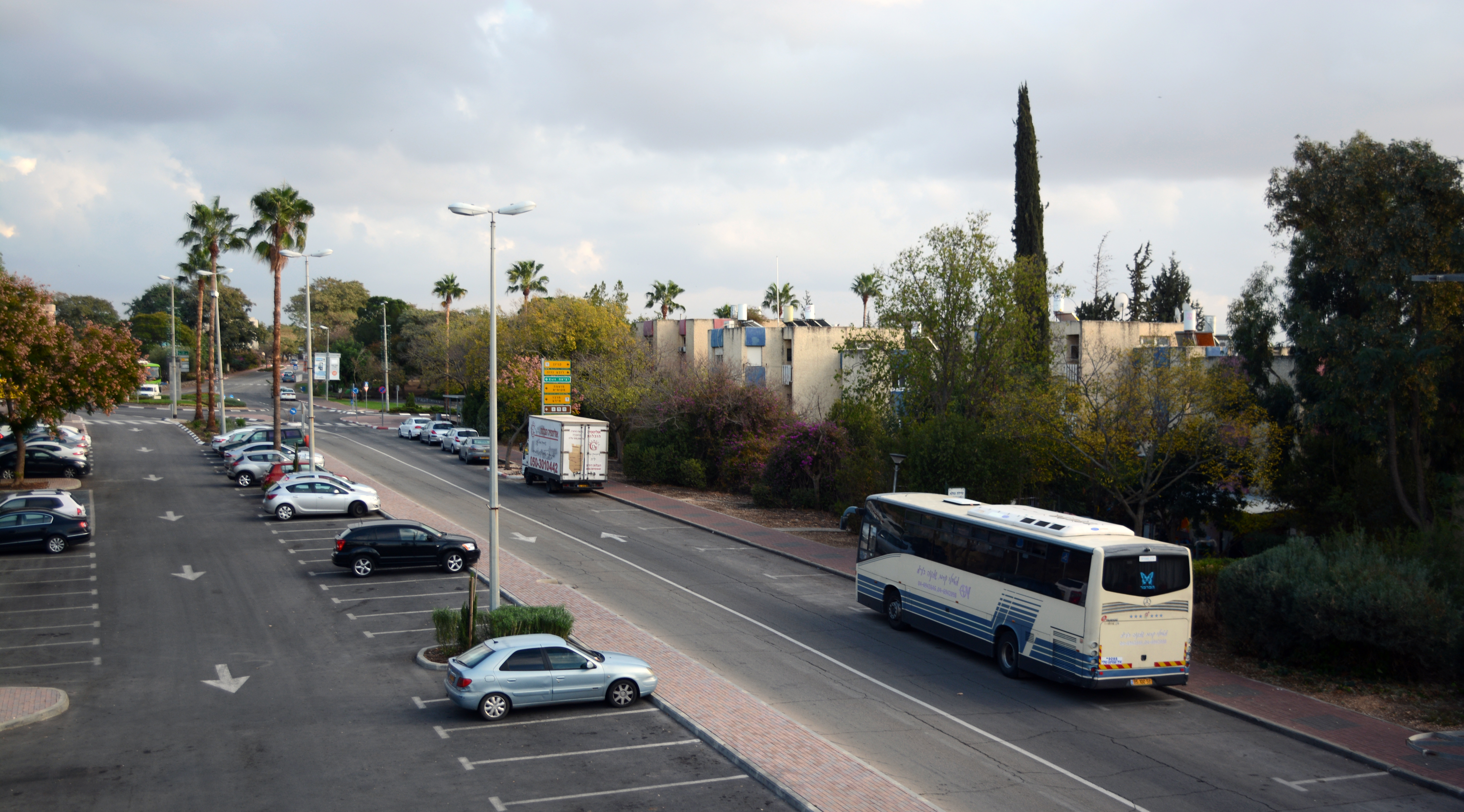
Вид на улицу Сион
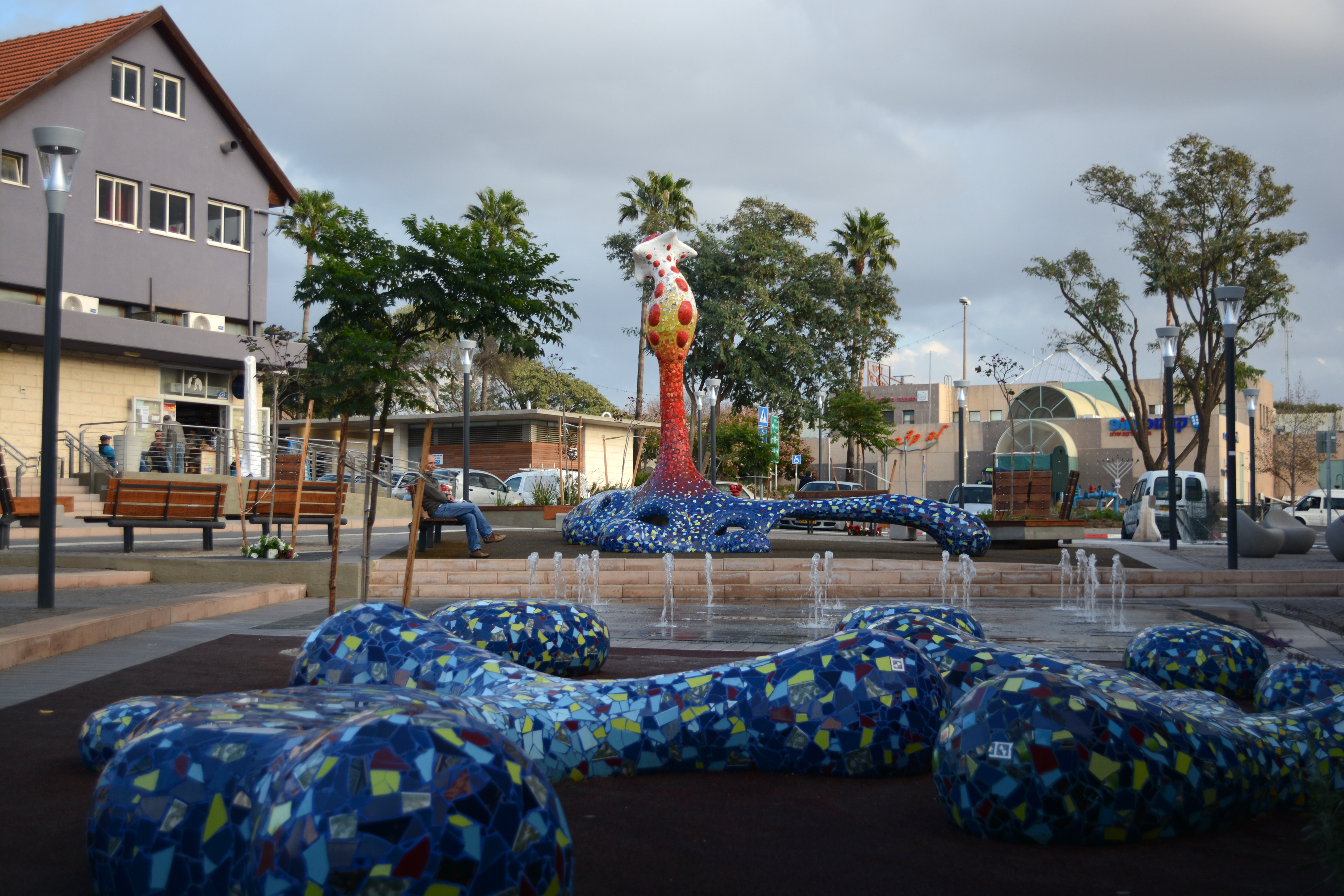
Скульптурная композиция и фонтан
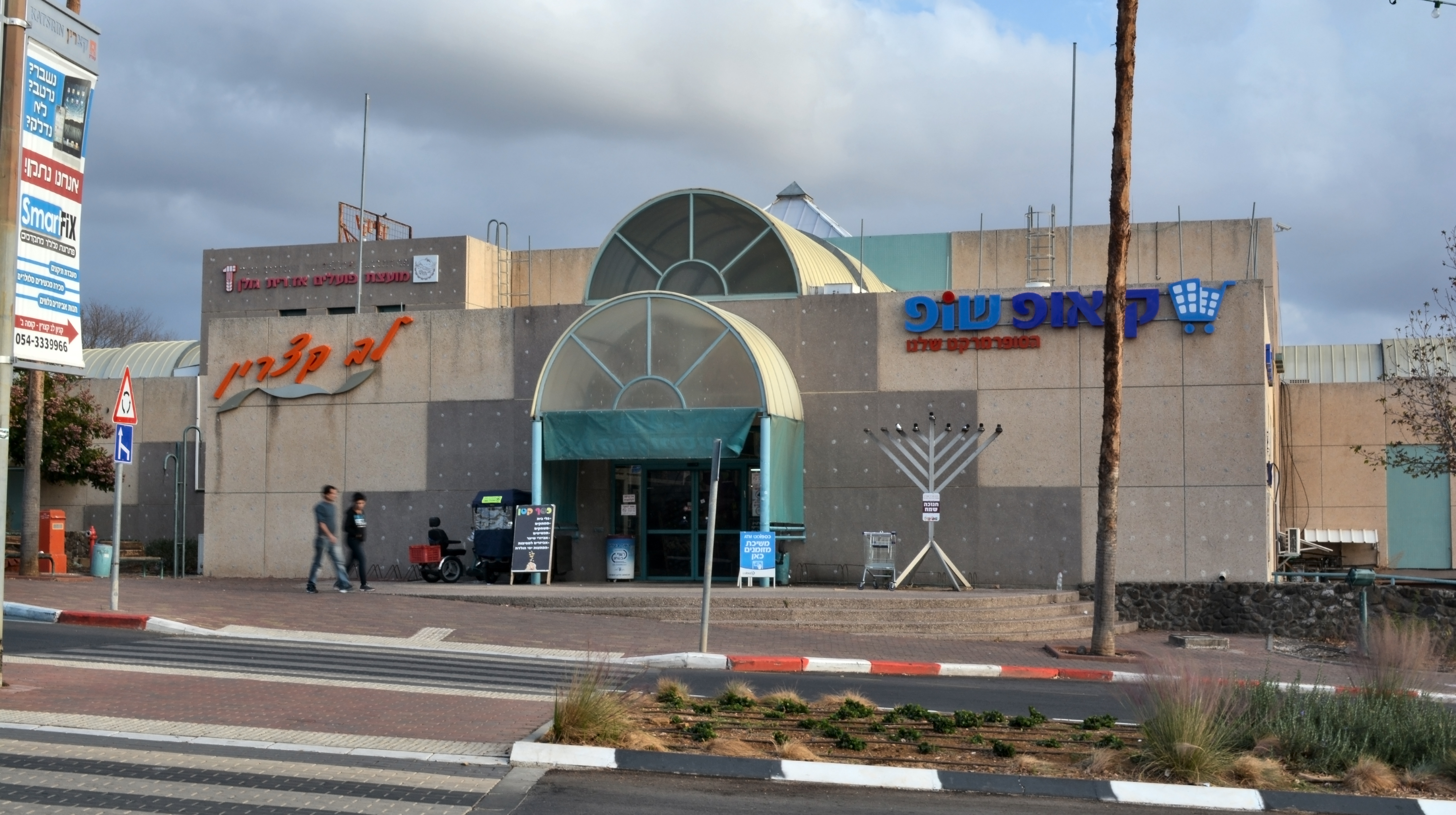
Торговый центр
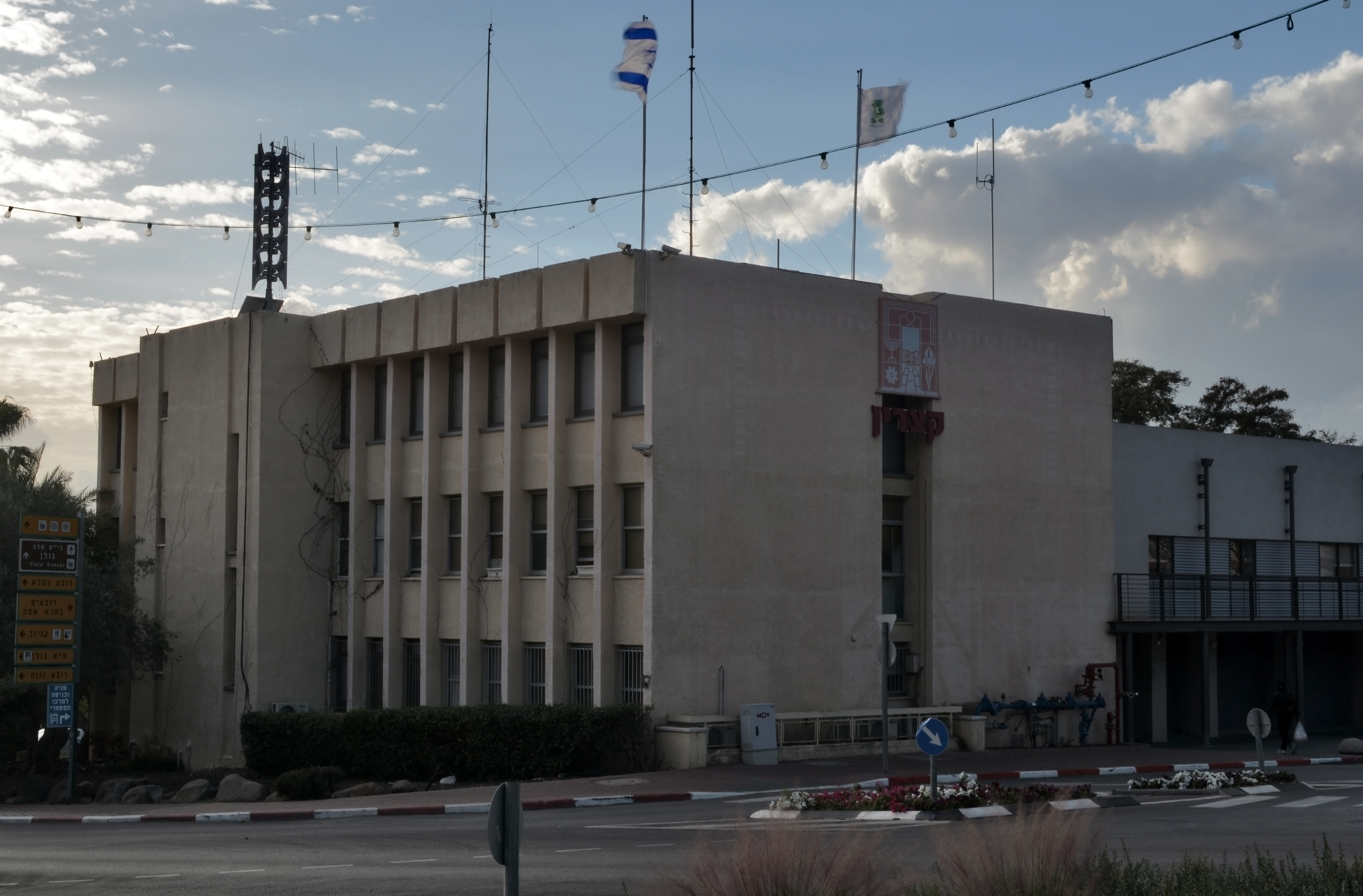
Местный совет
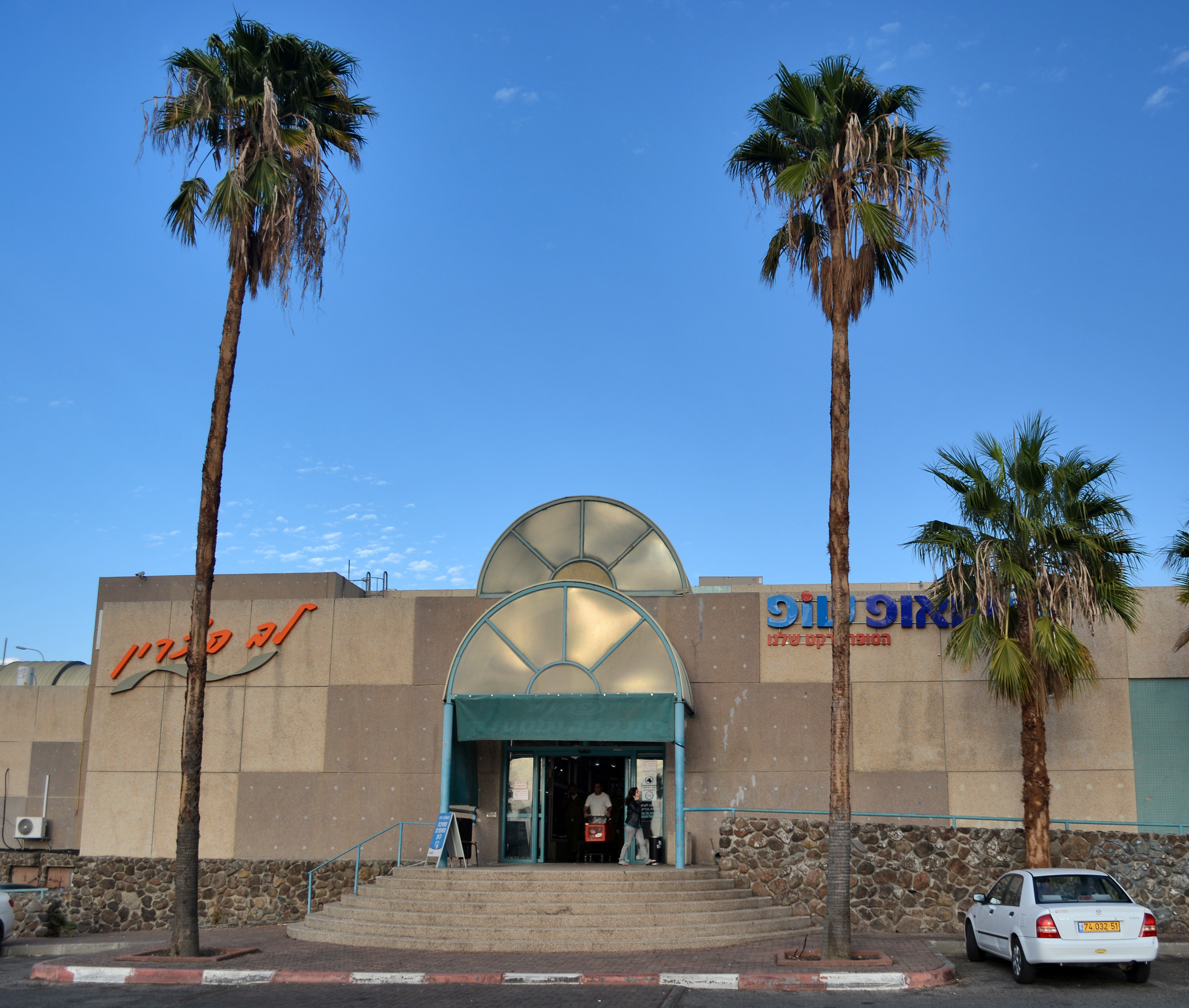
Торговый центр
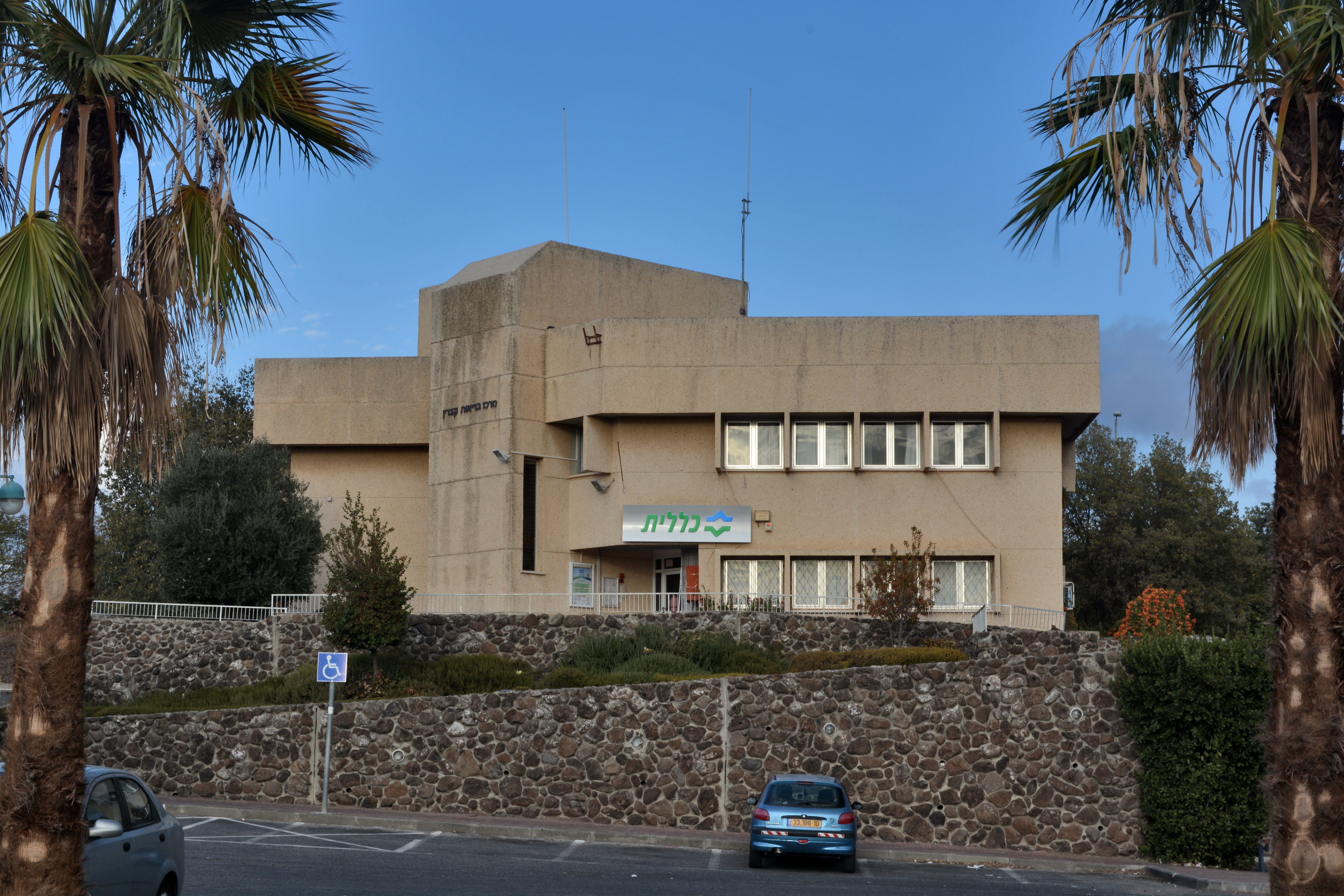
Поликлиника Клалит
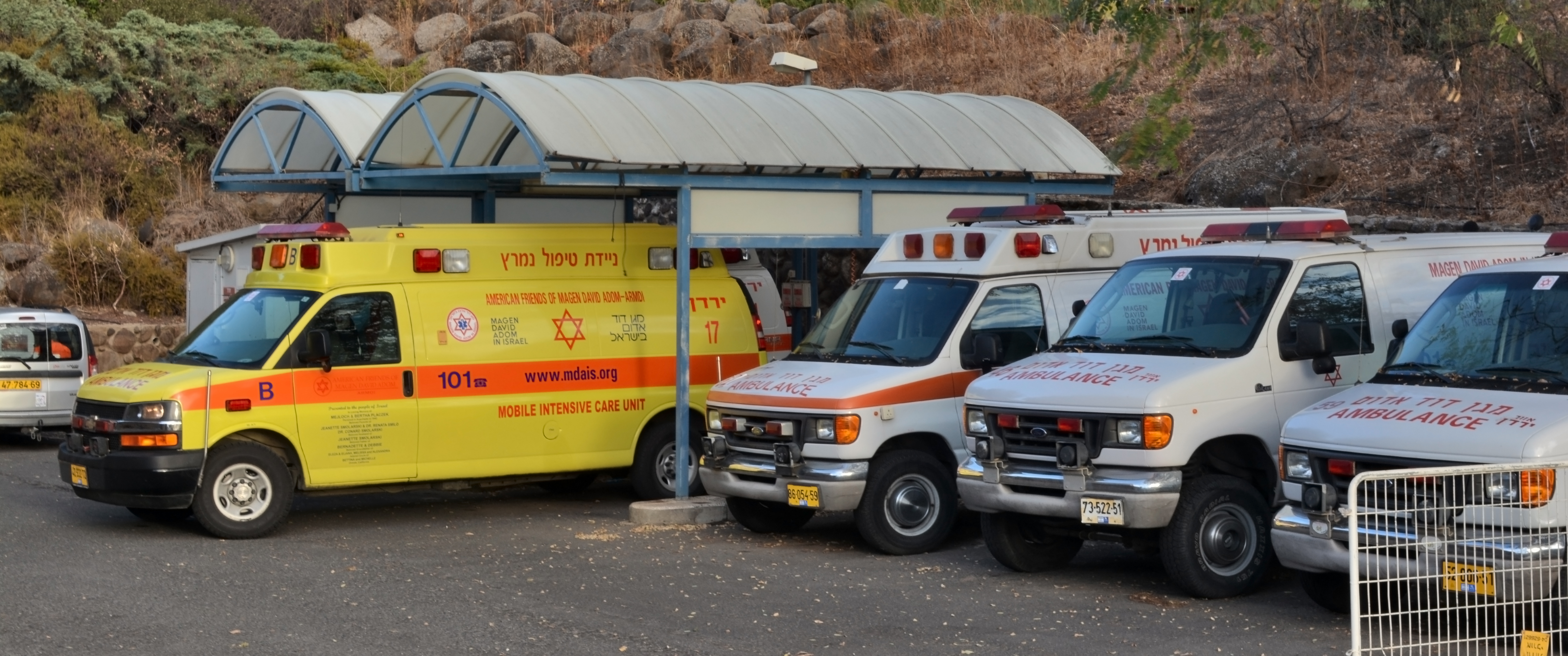
Машины скорой помощи
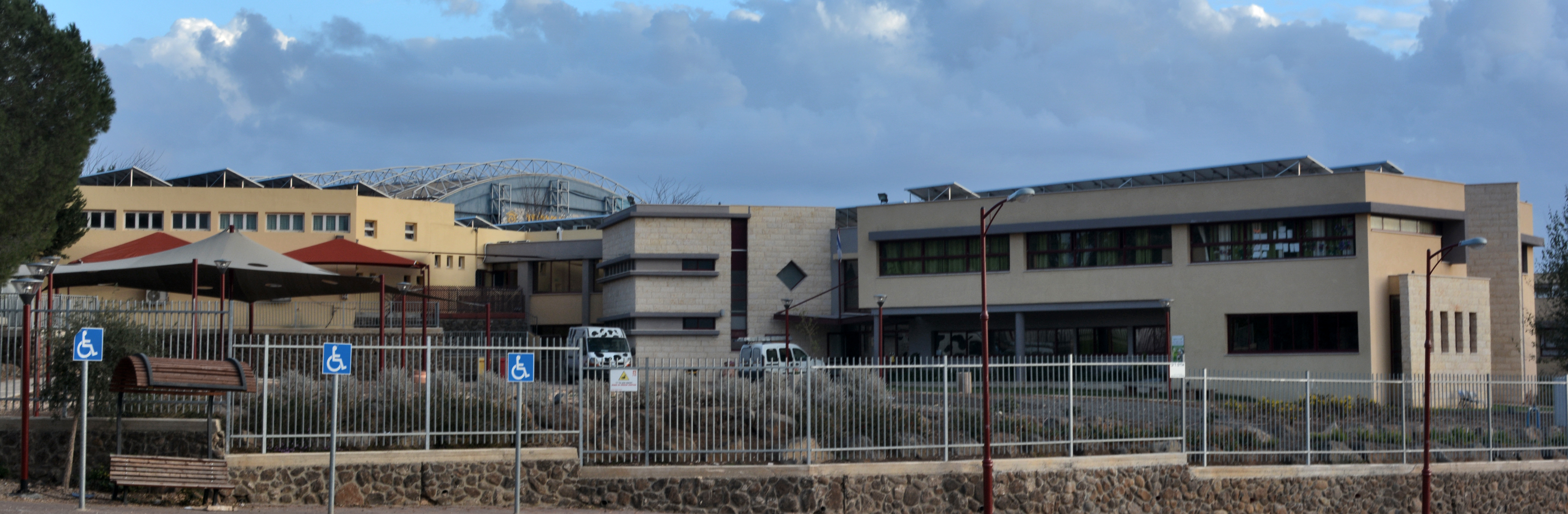
Школа начальных классов
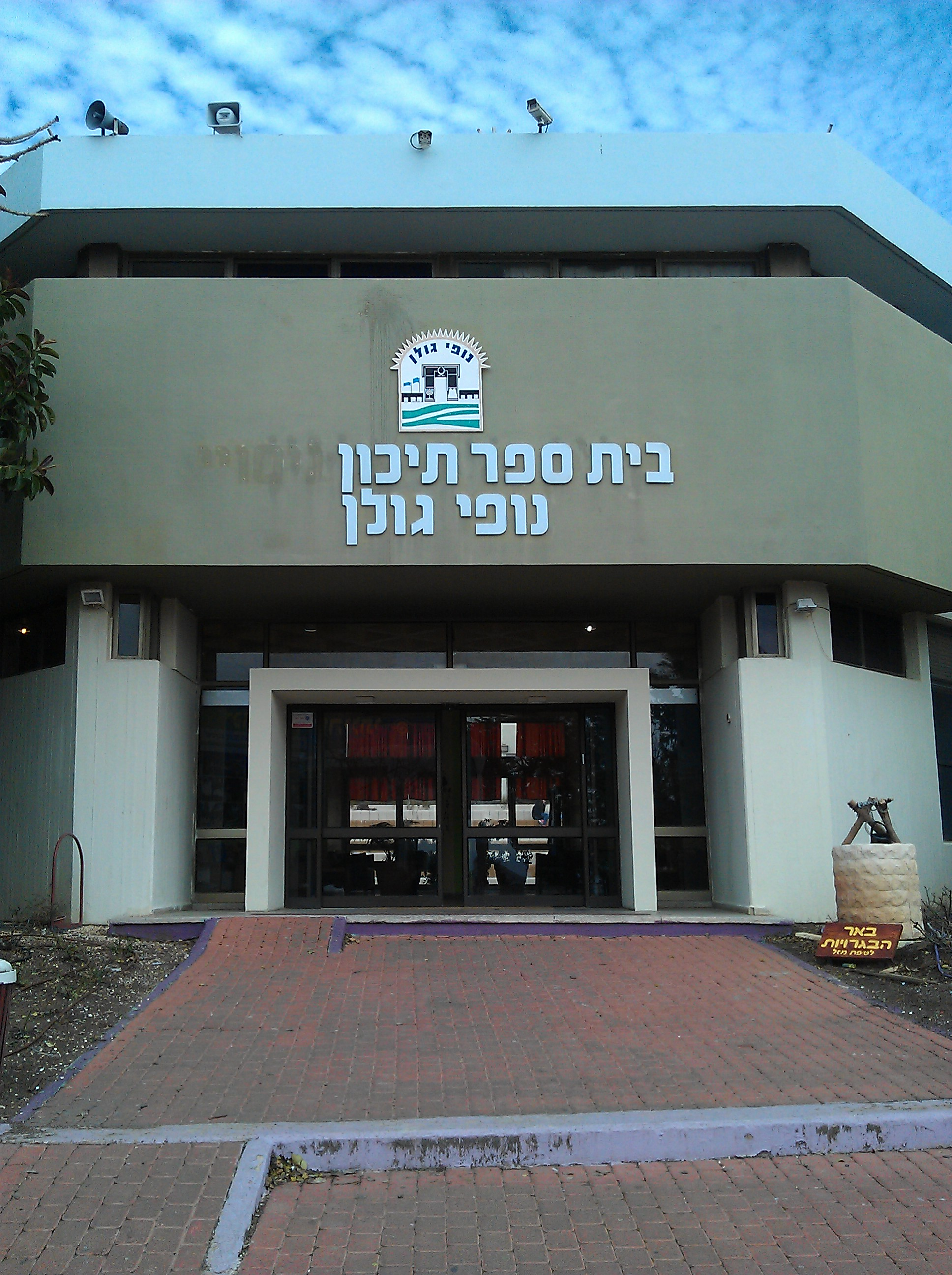
Средняя школа
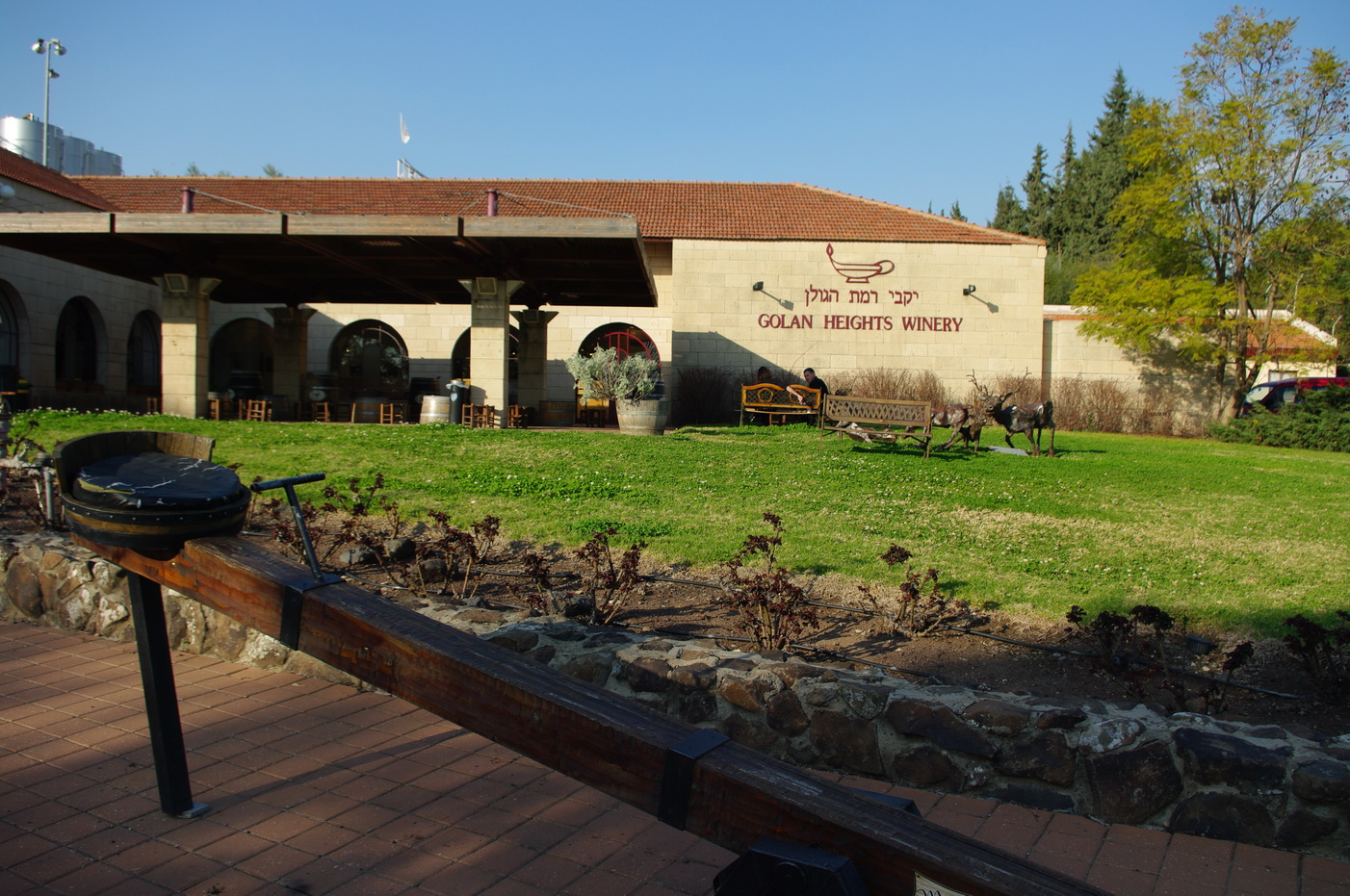
Винзавод